# César Jáuregui Robles
César Jáuregui Robles (Chihuahua, Chihuahua, 6 de octubre de 1961) es un abogado y político mexicano, miembro del Partido Acción Nacional. Se ha desempeñado como diputado Federal y senador de la República y miembro del Consejo de la Judicatura Federal de México. Del 4 de octubre de 2016 al 13 de mayo de 2019 fue Secretario General de Gobierno del estado de Chihuahua.

## Biografía
César Jáuregui es abogado egresado del Instituto Tecnológico y de Estudios Superiores de Monterrey, donde también tiene una Maestría en Derecho Corporativo y Empresarial. Actualmente cursa el Doctorado en Derecho, por investigación, en la Universidad Nacional Autónoma de México.
Como miembro del PAN desde 1981, ha sido candidato a diputado por el I Distrito Electoral Federal de Chihuahua, y dos veces electo diputado federal plurinominal, a la LV Legislatura de 1991 a 1994 y a la LVII Legislatura de 1997 a 2000, fungiendo como Secretario de la Comisión de Reglamentos y Prácticas Parlamentarias y Presidente de la Comisión Jurisdiccional.
En 2000 fue elegido Senador por lista nacional y en la LIX Legislatura se desempeñó como Vicepresidente del Senado de México, Presidente de la Comisión de Gobernación y su desempeño como parlamentario le valió el reconocimiento del Jurado integrado por la Cámara Nacional de la Industria de Transformación, al otorgarle el “Águila CANACINTRA al mérito legislativo”. Participó en 2005, 2010 y 2011 como Consejero Editorial del periódico de circulación nacional Reforma.
En el periodo comprendido del 2009 al 2014, ocupó el cargo de Consejero de la Judicatura Federal, en donde fue Presidente de la Comisión de Disciplina Judicial e Integrante de la Comisión de Administración.
Catedrático en el Instituto Tecnológico y de Estudios Superiores de Monterrey campus Chihuahua, impartiendo las materias de Derecho Constitucional, Derecho Laboral y de Teoría del Estado. 
Como miembro del Colegio de Profesores con actividades académicas formales en Universidades Extranjeras de Excelencia (COPUEX), ha participado en diversas instituciones de educación española como son el Instituto Ortega y Gasset, la Universidad Rey Juan Carlos y la Universidad Carlos III
El 4 de octubre de 2016 asumió como titular de la Secretaría General de Gobierno del estado de Chihuahua por nombramiento del gobernador Javier Corral Jurado,1 cargo al que renunció el 13 de mayo de 2019.

## Presencia Internacional
En el ámbito internacional, fue Presidente de la organización de “Parlamentarios Latinoamericanos Contra la Corrupción”; Tesorero de la Organización Mundial de Parlamentarios Contra la Corrupción (GOPAC, por sus siglas en inglés); miembro de Parlamentarios por la Acción Global (PGA); Delegado para México de Unión Democrática del Pacífico (DPU) y Presidente de la mesa de parlamentarios, en la Convención de Naciones Unidas contra la Corrupción, suscrita en Mérida.
Como participante y ponente de las Conferencias convocadas por la ONU y GOPAC para el combate a la corrupción, ha destacado su participación en las reuniones convocadas en las sedes de Jordania, Bali y Kuwait.
Desde octubre de 2010 preside el capítulo México de la Liga Mundial por la Libertad y la Democracia. 

## Actividad como Ponente
Como conferencista ha expuesto e impartido diversos cursos, destacándose a continuación, algunos reconocimientos:
Del Instituto de Investigaciones Jurídicas de la UNAM por la ponencia presentada en el Congreso Internacional de Culturas y Sistemas Jurídicos comparados. Febrero 2004.
Del Colegio de México, por haber sido Ponente en el Foro Académico nacional con el tema “Agenda y Propuestas para la Reforma de las Instituciones Públicas de México”. Octubre 2004.
De la Facultad de Ciencias Políticas y Sociales de la UNAM por su participación en el Diplomado sobre el Servicio Profesional de Carrera. Diciembre 2005.
Del Tribunal Superior de Justicia del Distrito Federal y la Asociación Nacional de Doctores en Derecho por haber sido ponente IX Congreso nacional “Estado de Derecho, Gobernabilidad y Justicia, hacia una Reforma inaplazable”. Septiembre 2006.
Del Instituto de la Judicatura Federal-Escuela Judicial por haber expuesto el tema de “Actualización Constitucional” en el curso de actualización legislativa. Abril 2007.
Del Comité del Centro de Estudios de Derecho e Investigaciones Parlamentarias de la Cámara de Diputados, por haber sido Ponente del Curso-Taller “El funcionamiento del Congreso, comisiones y técnica legislativa”. Julio 2007.
Del Programa de Posgrado en Ciencias Políticas y Sociales de la UNAM por la participación como Ponente en el “Quinto aniversario de la Ley del Servicio Profesional de Carrera de la Administración pública federal de México”. Octubre 2008.
De la Facultad de Derecho de la UNAM por participar en el Seminario de apoyo al posgrado en Derecho Constitucional-político-electoral aplicado a México 2008. Noviembre 2008.
De la Suprema Corte de Justicia de la Nación, por la ponencia presentada en la “Consulta nacional sobre una reforma integral y coherente del sistema de impartición de justicia en el Estado Mexicano”.
Como miembro del Colegio de Profesores con actividades académicas formales en Universidades extranjeras de excelencia A.C. (COPUEX) ha participado en diversas Instituciones de Educación española como son el Instituto Ortega y Gasset, la Universidad de Salamanca, la Universidad Rey Juan Carlos y la Universidad Carlos III.
En 2009 destaca su ponencia en el Foro Nacional de Justicia y en la Asociación Mexicana de Impartidores de Justicia. 
En 2010 intervino de igual manera ante la Asociación Nacional de Magistrados de Circuito y Jueces de Distrito A. C., así como en el Congreso Nacional de Derecho Procesal Penal. Participó en la Visita Oficial Conjunta llevada a cabo con la Relatora Especial para las Naciones Unidas sobre la Independencia de los Magistrados y Jueces y en el XI Encuentro de Magistrados de los más Altos Órganos de Justicia de Iberoamérica por una Justicia de Género, en Cádiz, España. 
Sobresale en 2011 su asistencia al taller preparatorio de la Cumbre Judicial Iberoamericana en San José, Costa Rica. Fue ponente en el Tercer Foro Nacional Anual sobre Seguridad y Justicia e integró la mesa “Acciones Colectivas y Juicio de Amparo” en el Segundo Foro Nacional 2011 “Iniciativa de Nueva Ley de Amparo” organizado por el Senado de la República. Asistió en representación del Consejo de la Judicatura Federal a la 12.ª Reunión Plenaria del Consejo Consultivo de Jueces Europeos, celebrada en Estrasburgo, Francia.
El 4 de octubre de 2016 asumió como titular de la Secretaría General de Gobierno del estado de Chihuahua por nombramiento del gobernador Javier Corral Jurado, cargo al que renunció el 13 de mayo de 2019.